# Sergio Sebastiani

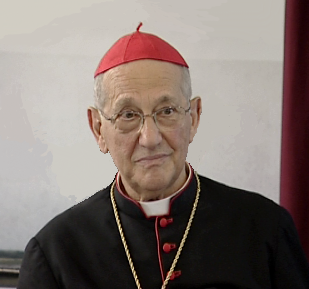
Sergio Kardinal Sebastiani (2009)

Kardinalswappen

 Sergio Kardinal Sebastiani  (* 11. April 1931 in Montemonaco, Provinz Ascoli Piceno, Italien; † 16. Januar 2024 in Rom) war ein italienischer Geistlicher und Kurienkardinal der römisch-katholischen Kirche. Er wirkte zunächst als Apostolischer Nuntius und leitete von 1997 bis 2008 als Kardinalpräfekt die Präfektur für die ökonomischen Angelegenheiten des Heiligen Stuhls.

## Leben
Sergio Sebastiani war Seminarist am Almo Collegio Capranica und studierte Philosophie und Katholische Theologie, er empfing im Jahre 1956 das Sakrament der Priesterweihe. Zunächst erwarb er das Lizentiat in Theologie an der Päpstlichen Universität Gregoriana, promovierte später an der Päpstlichen Lateranuniversität im Fachbereich Kanonisches Recht und absolvierte den Vorbereitungsdienst für die diplomatische Laufbahn. Nach Auslandseinsätzen in Peru, Brasilien und Chile war er im Staatssekretariat des Heiligen Stuhls als Mitarbeiter mehrerer Kardinäle tätig.
Papst Paul VI. ernannte ihn am 27. September 1976 zum Titularerzbischof von Caesarea in Mauretania und zum Apostolischen Pro-Nuntius in Madagaskar und auf Mauritius mit Zuständigkeiten für das französische Übersee-Département Réunion und für die Komoren. Die Bischofsweihe spendete ihm Kardinalstaatssekretär Jean-Marie Villot am 30. Oktober desselben Jahres. Mitkonsekratoren waren Kurienerzbischof Duraisamy Simon Lourdusamy und der Erzbischof von Fermo, Cleto Bellucci. Papst Johannes Paul II. ernannte ihn am 8. Januar 1985 zum Apostolischen Nuntius in der Türkei.
Im November 1994 wurde er zum Generalsekretär des Zentralkomitees für die Vorbereitung des Heiligen Jahres 2000 ernannt. Seit 1997 war er Präsident der Präfektur für die ökonomischen Angelegenheiten des Heiligen Stuhls.
Johannes Paul II. nahm Sergio Sebastiani am 21. Februar 2001 als Kardinaldiakon mit der Titeldiakonie Sant’Eustachio in das Kardinalskollegium auf.
Sergio Sebastiani war Teilnehmer am Konklave 2005, in dem Benedikt XVI. gewählt wurde.
Am 12. April 2008 nahm Benedikt XVI. Sebastianis aus Altersgründen vorgebrachtes Rücktrittsgesuch vom Amt des Präsidenten der Präfektur für die ökonomischen Angelegenheiten des Heiligen Stuhls an.
Am 21. Februar 2011 wurde er unter Beibehaltung seiner pro hac vice zur Titelkirche erklärten Titeldiakonie zum Kardinalpriester erhoben. Da er im selben Jahr die Altersgrenze von 80 Jahren überschritt, nahm Kardinal Sebastiani nicht am Konklave 2013 teil.
Sebastiani starb im Januar 2024 nach längerer Krankheit in Rom.

## Mitgliedschaften in der römischen Kurie
Sergio Sebastiani war Mitglied der folgenden Dikasterien der römischen Kurie:
- Kongregation für den Klerus (seit 2001[4])
- Kongregation für die Bischöfe (seit 2001[5])
- Kongregation für die Selig- und Heiligsprechungsprozesse (seit 2002[6])
- Kongregation für die Evangelisierung der Völker (seit 2007[7])
- Päpstlicher Rat zur Förderung der Einheit der Christen (seit 2001[8])
- Päpstlicher Rat für den Interreligiösen Dialog (seit 2001[8])
- Apostolische Signatur (seit 2002[9])